# برآفتاب بی
برآفتاب بِی، روستایی در دهستان بیجنوند از توابع بخش زاگرس در شهرستان چرداول در استان ایلام کشور ایران است.

## جمعیت
این روستا در دهستان بیجنوند قرار دارد و براساس سرشماری مرکز آمار ایران در سال ۱۳۸۵، جمعیت آن ۵۲۴ نفر (۱۱۰خانوار) بوده‌است.

## مردم شناسی
روستای برآفتاب بی از چهار طایفه ی؛ قادر(قایر) ، قیطاس ، امیره و چواری تشکیل شده است.